# Billy Mwanza
Billy Mwanza (Chililabombwe, 21 gennaio 1983) è un calciatore zambiano, difensore del Nkana.

## Carriera

### Club
Ha giocato nel campionato zambiano, sudafricano e cinese.

### Nazionale
Convocato per la Coppa d'Africa 2006 e 2008, ha collezionato 42 presenze con la maglia della Nazionale.